# پلوسکویه (شهرستان کوروچانسکی، استان بلگورود)
پلوسکویه (انگلیسی: Ploskoye, Korochansky District, Belgorod Oblast) یک شهرک در بخش کوروچانسکی استان بلگورود کشور روسیه است.